# Барзыкин, Юрий Александрович
Юрий Александрович Барзыкин (род. 4 декабря 1955, пос. Синегорский, Белокалитвинский район, Каменская область, СССР) — российский государственный и политический деятель. Депутат Государственной Думы Федерального Собрания IV созыва (2003–2007). Вице-президент Российского союза туриндустрии. Кандидат экономических наук, профессор.

## Биография
Юрий Барзыкин родился 4 декабря 1955 года в посёлке Синегорский Белокалитвинского района Каменской области (ныне — Ростовская область). В 1973 году поступил в Московский технический институт пищевой промышленности, который окончил в 1978 году. После окончания института с 1978 по 1980 год служил в Советской армии. С 1980 года работал в отделе по борьбе с экономическими преступлениями в Управлении внутренних дел Сочи.
В 1991 году избран депутатом Городского Совета народных депутатов города Сочи. В 1994 году избран депутатом Законодательного Собрания Краснодарского края. В Заксобрании работал заместителем председателя комитета по законодательству и правовой политике.
В 1995 году окончил юридический факультет Кубанского государственного университета. В 1996 году избран депутатом Городского Собрания Сочи I созыва, а в 2000 году, набрав 22 процента голосов, переизбран на второй срок. С 2001 года заместитель главы администрации Краснодарского края по развитию Азово-Черноморского побережья.
В 2003 году на выборах депутатов Государственной думы IV созыва избран в составе федерального списка кандидатов, выдвинутого Всероссийской политической партией «Единая Россия». В Госдуме был заместителем председателя Комитета по экономической политике, предпринимательству и туризму. С 2007 года Вице-президент Российского союза туриндустрии.
В 2007 году защитил диссертацию на соискание ученой степени кандидата экономических наук на тему «Туризм в системе социально-экономических отношений: основы, функции, пути развития».
В 2010 году Юрию Барзыкину присвоено звание «Почётный работник туриндустрии» Министерства спорта, туризма и молодежной политики России.

## Законотворческая деятельность
С 2003 по 2007 год, в течение исполнения полномочий депутата Государственной Думы IV созыва, выступил соавтором 14 законодательных инициатив и поправок к проектам федеральных законов..

## Награды
- Медаль ордена «За заслуги перед Отечеством» II степени (2006)
- Знак «За отличную службу в МВД СССР»
- Почётная грамота Министерства здравоохранения и социального развития Российской Федерации (2006)
- Почётная грамота Совета Федерации (2010)
- Почётный знак Торгово-промышленной палаты Российской Федерации (2013)

## Книги и публикации
- Конкурентные преимущества внутреннего турпродукта в России. / Барзыкин Ю.А. // Аналитический вестник Совета Федерации Федерального Собрания РФ. 2016. № 20. С. 89.
- Туризм и рекреация в России: вектор развития / Архипов А., Барзыкин Ю. // Вестник Института экономики Российской академии наук. 2007. № 3. С. 99–134.
- Целевые программы как инструмент развития туризма в России / Барзыкин Ю.А., Абрамова Т.В. // Туризм: право и экономика. 2004. № 3. С. 9–12.
- Актуальные вопросы государственной политики Российской Федерации в сфере туризма / Барзыкин Ю.А., Писаревский Е.Л., Абрамова Т.В. // Туризм: право и экономика. 2004. № 4. С. 2–21.
- Туризм как образ жизни / Барзыкин Ю.А. // Туризм: практика, проблемы, перспективы. 2009. № 1. С. 17.